# Lista de parques estaduais do Connecticut

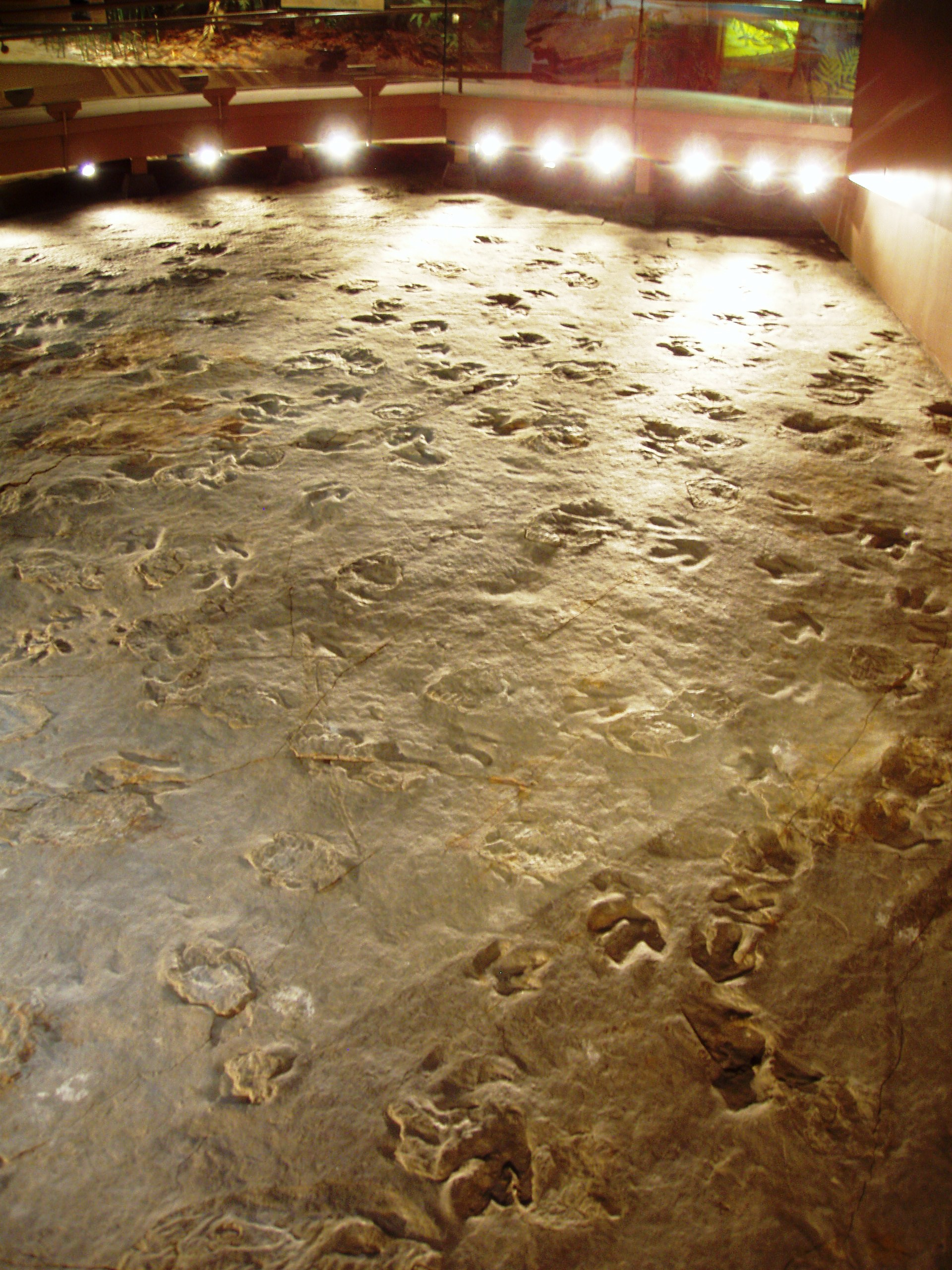
Parque Estadual Dinosaur

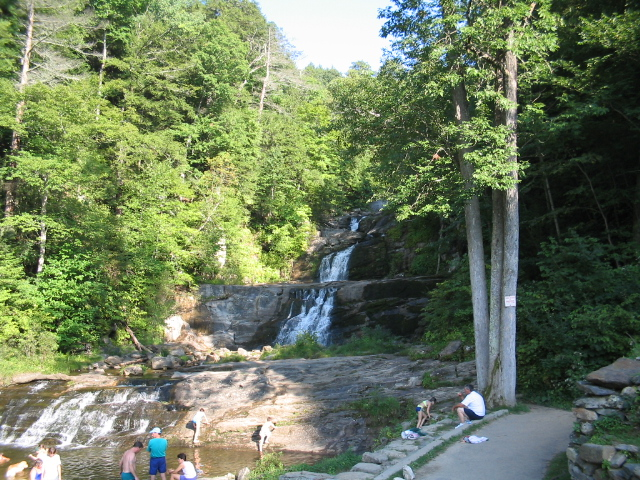
Parque Estadual Kent Falls

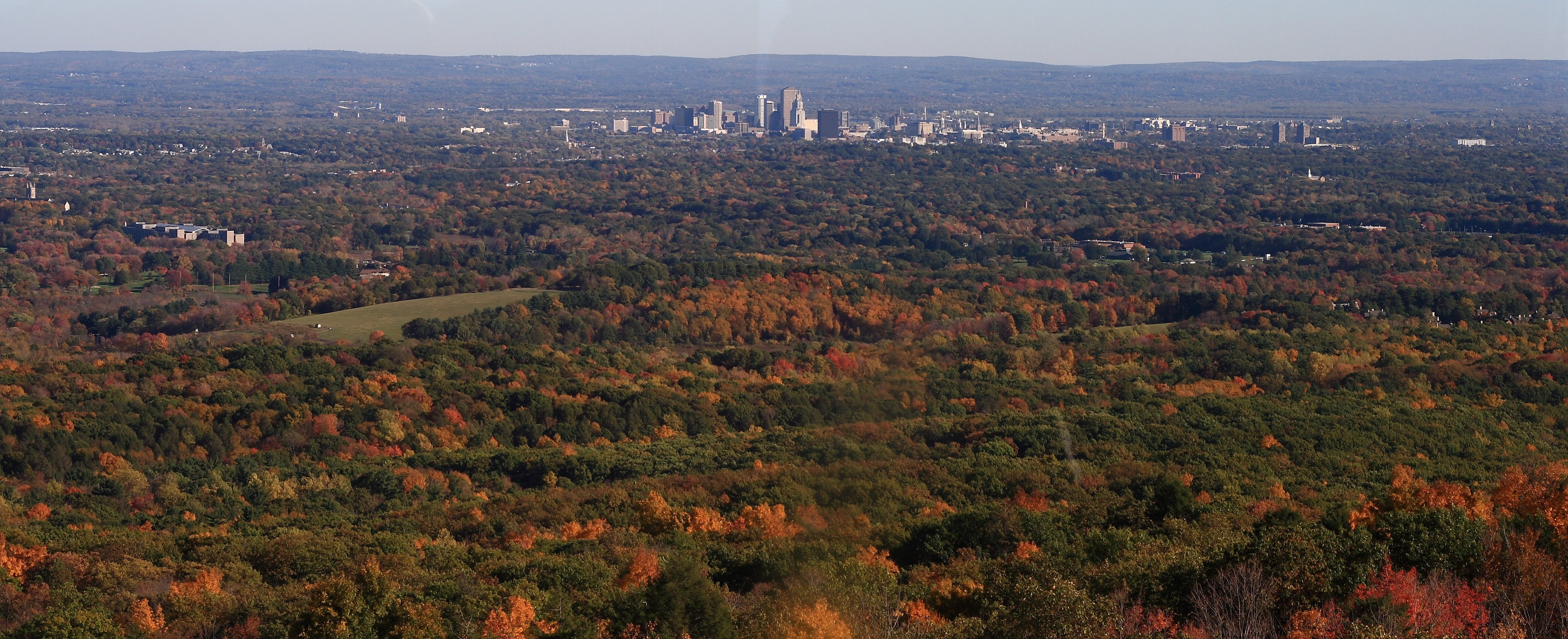
Torre Heublein no Parque Estadual Talcott Mountain

Lista dos parques estaduais de Connecticut, Estados Unidos.
- Floresta Estadual de American Legion
- Parque Estadual de Airline
- Monumento Industrial Beckley Iron Furnace
- Parque Estadual de Bigelow Hollow
- Parque Estadual de Black Rock
- Parque Estadual de Bluff Point
- Parque Estadual de Burr Pond
- Parque Estadual da reserva de Campbell Falls
- Parque Estadual de Chatfield Hollow
- Floresta Estadual de Cockaponset
- Parque Estadual Collis P. Huntington
- Connecticut Valley Railroad
- Parque Estadual de Day Pond
- Parque Estadual de Dennis Hill
- Parque Estadual de Devil's Hopyard
- Parque Estadual de Dinosaur
- Parque Estadual de Fort Griswold Battlefield
- Parque Estadual de Fort Trumbull
- Parque Estadual de Gay City
- Parque Estadual de Gillette Castle
- Parque Estadual de Haddam Meadows
- Parque Estadual de Haley Farm
- Parque Estadual de Hammonasset Beach
- Parque Estadual de Harkness Memorial
- Parque Estadual de Haystack Mountain
- Hop River State Park Trail
- Parque Estadual de Hopeville Pond
- Parque Estadual de Housatonic Meadows
- Parque Estadual de Hurd
- Parque Estadual de Indian Well
- Parque EStadual de John A. Minetto
- Parque Estadual de Kent Falls
- Parque Estadual de Kettletown
- Parque Estadual de Lake Waramaug
- Parque Estadual de Macedonia Brook
- Parque Estadual de Mansfield Hollow
- Parque Estadual de Mashamoquet Brook
- Parque Estadual de Millers Pond
- Parque Estadual de Mohawk Mountain
- Moosup Valley State Park Trail
- Parque Estadual de Mount Tom
- Floresta Estadual de Natchaug
- Floresta Estadual de Nehantic
- Floresta Estadual de Nipmuck
- Parque Estadual de Osbornedale
- Floresta Estadual de Pachaug
- Parque Estadual de Penwood
- Floresta Estadual de Peoples
- Putnam Memorial Park
- Parque Estadual de Quaddick
- Parque Estadual de Rocky Neck
- Floresta Estadual de Salmon River
- Parque Estadual de Selden Neck
- Parque Estadual de Sherwood Island
- Parque Estadual de Silver Sands
- Parque Estadual de Sleeping Giant
- Parque Estadual de Southford Falls
- Parque Estadual de Squantz Pond
- Parque Estadual de Stratton Brook
- Parque Estadual de Talcott Mountain
- Parque Estadual de Wadsworth Falls
- Parque Estadual de West Rock Ridge
- Parque Estadual de Wharton Brook